# Мунтинлупа
Мунтинлупа (на тагалог: Lungsod ng Muntinlupa) е град във Филипините. Населението му е 504 509 жители (2015 г.), а общата площ 46,70 кв. км. Намира се в часова зона UTC+8 на 16 м н.в. Пощенските му кодове са в диапазона 1771 – 1780, а телефонния е 2. В града се намира най-големият затвор във Филипините, в който през 2004 г. е имало 16 747 затворници.

## Побратимени градове
- Карсън (Калифорния, САЩ)
- Питещ (Румъния)
- Стафансторп (Швеция)
- Такасаки (Япония)